# Stenocranius gregalis
Stenocranius gregalis, syn. Lasiopodomys gregalis, Microtus gregalis (вузькоголова нориця) — вид мишоподібних ссавців з родини хом'якових. Вид мешкає в Північній і Центральній Азії

## Морфологічна характеристика
Довжина тулуба й голови від 89 до 122 мм, довжина хвоста від 21 до 32 мм, вуха від 9 до 12 мм. Влітку шерсть на спині блідо-жовтувато-бура, на боках більш бліда і зливається з жовтувато-сірим низом. Взимку забарвлення спини більш яскраве, червонувато-вохряне. Хвіст може бути однорідним жовтувато-жовтим або двоколірним, темно-коричневим зверху і жовтувато-коричневим знизу. Верх лап коричнево-білий. Вузька голова цього виду, можливо, еволюціонувала, щоб полегшити йому протиснутися через вузькі щілини та щілини в мерзлій землі.

## Середовище проживання
Поширений у кількох відокремлених регіонах: у тундрі та лісотундрі від Білого моря до р. Колими; на півострові Аляска; в степах Казахстану, Киргизії, пд.-зх. Сибіру, Якутії, Монголії та Північного Китаю. Зустрічається на висотах до 4000 метрів.
Населяє тундру, рівнини та гірські степи та луки. У лісовій зоні (включаючи гірські ліси) і напівпустелях займає відкриті трав'янисті ділянки. Максимальної густоти досягає в злакових степах, а також на альпійських і заливних луках.

## Спосіб життя
Живе групами, в періоди високої щільності населення може утворювати колонії. Живе в складній системі тунелів, які пролягають до 25 см під поверхнею землі й мають кілька входів і кілька гніздових камер. Переважно активний у сутінках і вночі, але також покидає нору вдень, щоб добувати їжу. Харчується різними дикорослими і культурними рослинами (підземним і наземним рослинним матеріалом), схильний віддавати перевагу бобовим. Репродуктивний період триває протягом теплих місяців року; у тундрових зонах розмноження часто починається під сніговим покривом. Має до 5 виводків на рік у південних частинах ареалу і до 4 в гірських і північних районах. Розмір виводку зазвичай становить до 12 дитинчат. Значний шкідник сільськогосподарських культур Сибіру та Казахстану та пасовищ Середньої Азії. Природний переносник ряду захворювань.